# Reuss
La Reuss (in svizzero tedesco Rüüss) è un fiume della Svizzera con una lunghezza complessiva di 158 km. È un affluente destro dell'Aare, che a sua volta si tuffa nel Reno, ed è il quarto fiume svizzero per lunghezza, dopo Reno, Aare e Rodano.

## Percorso
Il fiume nasce nel massiccio del San Gottardo, presso il passo, a un'altitudine di 2 431 metri. Dopo aver percorso i primi chilometri nel Canton Ticino, entra nel Canton Uri. Scorre nella valle di Orsera, passa da Andermatt e scende lungo la valle della Reuss fino ad arrivare al lago dei Quattro Cantoni, da dove ne riesce nella città di Lucerna. Scorre verso nord, prima nel Canton Lucerna, poi segnando il confine tra il Canton Argovia ed i cantoni di Zugo e Zurigo. Sfocia nel fiume Aare poco prima della sua confluenza con la Limmat, in Argovia, dopo aver bagnato Bremgarten.
In quest'ultima località nel 1975 è stata inaugurata la diga di Bremgarten-Zufikon, che sfrutta le sue acque.

### Comuni attraversati
- Canton Ticino: Airolo;
- Canton Uri: Hospental, Andermatt, Göschenen, Wassen, Gurtnellen, Silenen, Erstfeld, Schattdorf, Attinghausen, Altdorf, Seedorf e Flüelen;
- Canton Lucerna: Lucerna, Emmen, Ebikon, Buchrain, Inwil, Root, Gisikon e Honau;
- Canton Argovia: Dietwil, Oberrüti, Sins, Mühlau, Merenschwand, Aristau, Jonen, Rottenschwil, Unterlunkhofen, Zufikon, Bremgarten, Eggenwil, Fischbach-Göslikon, Künten, Niederwil, Stetten, Tägerig, Mellingen, Wohlenschwil, Birrhard, Birmenstorf, Mülligen, Windisch e Gebenstorf;
- Canton Zugo: Risch e Hünenberg;
- Canton Zurigo: Obfelden e Ottenbach.

## Portata
La sua portata media a Mellingen nel 2004 è stata di 130 m³/s.